# Service volontaire européen
Pour les articles homonymes, voir Volontariat international et EVS.
 (septembre 2016).
Si vous disposez d'ouvrages ou d'articles de référence ou si vous connaissez des sites web de qualité traitant du thème abordé ici, merci de compléter l'article en donnant les références utiles à sa vérifiabilité et en les liant à la section « Notes et références ».
Le service volontaire européen (SVE) est une partie du programme pour la jeunesse de la Commission européenne. Le « programme jeunesse en action » est divisé en cinq actions et le SVE en est l'action numéro deux.
Les projets sont nombreux et très variés allant de l'environnement à la prévention contre la drogue, en passant par l'animation dans des centres de jeunes ou de retraités.

## Destinations
Il permet aux jeunes de 18 à 30 ans (voire à partir de 16 ans pour des jeunes "avec moins d'opportunités" (JAMO)) de partir en tant que volontaire dans une association ou une collectivité dans l'un des pays éligibles au PEJA : 
- Les pays « Programme » (les 28 pays de l'Union européenne ainsi que la Suisse, le Liechtenstein, la Norvège, l'Islande et la Turquie),
- Les pays « Partenaires voisins de l'UE » : pays de l'Europe du Sud-Est (Albanie, Bosnie-Herzégovine, Macédoine du Nord, Monténégro, Serbie, Kosovo), pays de l'Europe orientale et Caucase (Arménie, Azerbaïdjan, Biélorussie, Géorgie, Moldavie, Russie, Ukraine), les pays partenaires méditerranéens (Algérie, Égypte, Israël, Jordanie, Liban, Maroc, Autorité palestinienne de la Cisjoranie et de la Bande de Gaza, Syrie, Tunisie)
- Ainsi que des autres pays partenaires dans le reste du monde : pays ACP d'Afrique, Caraïbes, Pacifique, Pays d'Amérique Latine, Asie.

## Durée
Les possibilités de départ vont de deux semaines à deux mois pour un service dit court terme et de deux à douze mois pour un service dit long terme. Il est possible de faire un long terme après un court terme mais le contraire n'est pas possible.

## Préparation
Il faut généralement compter six mois pour préparer un dossier.
Il faut au préalable trouver une association d'envoi qui prendra en charge le côté administratif et qui pourra aiguiller le futur volontaire, voire lui proposer des projets.
L'ensemble des frais est couvert par la Commission Européenne. Les frais de transport du lieu de résidence dans le pays d'envoi jusqu'au pays d'accueil sont pris en charge. Le volontaire reçoit de l'argent de poche qu'il peut utiliser comme il le souhaite (le montant dépend du niveau de vie du pays d'accueil). Le logement est pris en charge par l'organisation d'accueil. La nourriture est aussi remboursée (les modalités  -somme allouée pour le mois, remboursement sur présentation des justificatifs...- dépendent de l'organisation d'accueil) . Enfin, une somme d'argent est versée pour couvrir les frais de projet (les activités organisées par le volontaire et qui nécessitent de payer quelque chose : matériel, impressions pour des cours de langues) et de déplacement. En résumé, le volontariat n'entraîne aucuns frais pour le volontaire.
Les organisations d'envoi et d'accueil reçoivent une enveloppe pour couvrir la totalité des frais. Souvent, c'est une organisation coordinatrice qui reçoit l'enveloppe et se charge de redistribuer l'argent au volontaire, à l'organisation d'envoi et à l'organisation d'accueil.

### Dossier
Les dates limites de dépôt des dossiers dépendent du statut de l'organisation. Pour les organisations déposant les dossiers auprès de l'agence nationale les dates limites sont :
- le 1er février pour les projets se déroulant entre le 1er mai et le 30 septembre,
- le 1er avril pour les projets se déroulant entre le 1er juillet et le 30 novembre,
- le 1er juin pour les projets se déroulant du 1er septembre au 31 janvier,
- le 1er septembre pour les projets de déroulant entre le 1er décembre et le 30 avril
- le 1er novembre pour les projets se déroulant entre le 1er février et le 30 avril.

Les organisations accréditées par la Commission européenne comme organisation non gouvernementale européenne dans le secteur de la jeunesse (ONGE) déposent leur dossiers auprès de l'Agence exécutive, les dates limites sont :
- le 1er février pour les projets se déroulant entre le 1er août et le 31 décembre,
- le 1er juin pour les projets se déroulant entre le 1er décembre au 30 avril,
- le 1er mars pour les projets se déroulant entre le 1er décembre et le 31 juillet.

## Initiatives pour plus de SVE
Fraternité 2020 est la première initiative citoyenne européenne, enregistrée par la Commission européenne le 9 mai 2012 (Journée de l'Europe). Son but est d'obtenir 3 % du budget de l'UE consacré à des programmes comme le SVE à partir de 2014 (la part est actuellement de 1,2 %).
Booster est une nouvelle initiative citoyenne européenne, mise en place par quatorze pays européens afin de rendre plus accessibles les offres de SVE aux jeunes. Traduit dans la langue maternelle de chaque pays, ce site Internet va permettre à de nombreux jeunes rencontrant des difficultés avec l'anglais, de pouvoir chercher une offre qui leur correspond.
En France, le site est géré par l'ADHC, une association spécialisée dans la mobilité des jeunes. Chaque association peut y faire figurer ses appels d'offres pour rechercher des volontaires.